# フェンサー (護衛空母)
| フェンサー |                                         |
| 艦歴       |                                         |
| 発注       |                                         |
| 起工       | 1941年9月5日                            |
| 進水       | 1942年4月4日                            |
| 就役       | 1943年2月27日                           |
| 退役       | 1945年12月21日                          |
| 除籍       | 1947年1月28日                           |
| その後     | スクラップとして売却                    |
| 性能諸元   |                                         |
| 排水量     | 14,400トン                              |
| 全長       | 491 ft 6 in (150 mm)                    |
| 全幅       | 105 ft (32 m)                           |
| 吃水       | 26 ft (7.9 m)                           |
| 機関       | 蒸気タービン1軸推進、8,500shp           |
| 最大速     | 18 ノット (33 km/h)                     |
| 航続距離   |                                         |
| 乗員       | 士官、兵員646名                         |
| 兵装       | 4インチ砲2門、40mm機銃8基、20mm機銃20基 |
| 搭載機     | 20                                      |

クロアタン (USS Croatan, AVG/ACV/CVE-14) は、アメリカ海軍の護衛空母。ボーグ級航空母艦の1隻。

## 艦歴
クロアタンは海事委任契約の下ウェスタン・パイプ&スチール社で1941年9月5日に起工する。1943年2月27日レンドリース法に基づきイギリス海軍に移管される。艦はフェンサー (HMS Fencer, D64) と改名され、イギリス海軍で就役した。
フェンサーは対潜空母として大西洋、ロシアおよびアフリカ向けの船団を護衛した。ドイツ戦艦ティルピッツへの攻撃にも参加し、その後太平洋に配属される。
第二次世界大戦が終了すると、1946年12月21日にアメリカに返還され、1947年1月28日に除籍、12月30日に民間に売却され、シドニー(Sydney)と改名した。
1967年にはローマ (Roma) と改名し、1970年にギャラクシー・クィーン (Galaxy Queen)、1972年にレディ・ディーナ (Lady Dina)、1973年にカリビア (Caribia) と改名した。その後1975年9月にラ・スペツィアでスクラップとして廃棄された。